# ایستگاه راه‌آهن شیراز
ایستگاه راه‌آهن شیراز در ابتدای ورودی شهر جدید صدرا به سمت پلیس راه سپیدان واقع است. و کنار بزرگراه یاسوج شیراز قرار دارد. این بنا در نزدیکی پلیس راه بزرگراه (اردکان-شیراز) سابق قرار گرفته و موقعیت جغرافیایی آن به گونه‌ای است که رفت و آمد ساکنان شهر به آن‌جا با استفاده از وسایل نقلیه از قبیل خودرو شخصی، تاکسی و اتوبوس‌ها امکان‌پذیر است.

## تاریخچه راه‌آهنشیراز

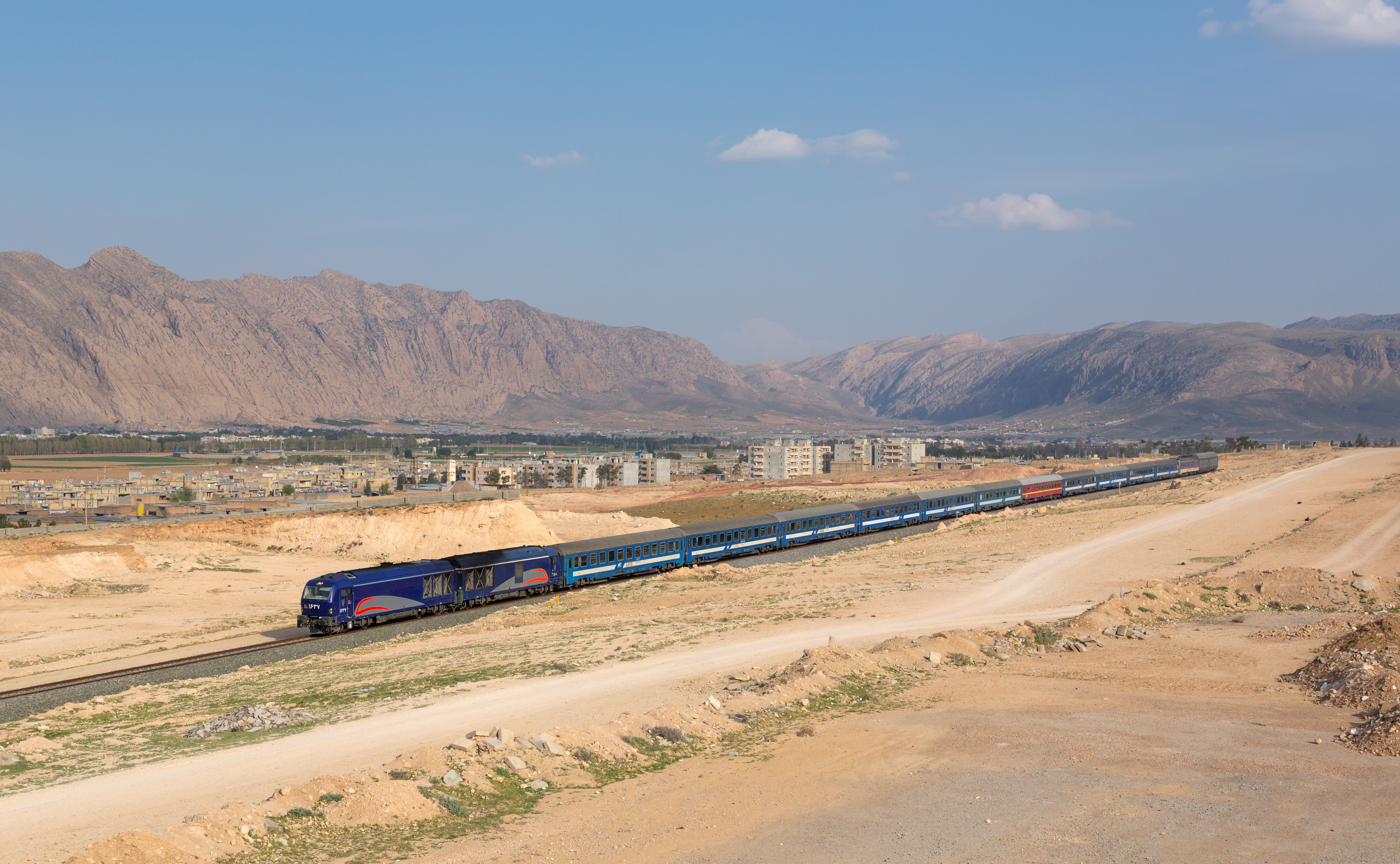
قطار تهران شیراز

خبر افتتاح راه‌آهن شیراز اصفهان در ۱۳ خرداد سال ۱۳۸۸ خورشیدی توسط رسانه‌های خبری منتشر شد.
مدت کوتاهی پس از افتتاح این راه‌آهن معلوم شد که این راه‌آهن به صورت نیمه‌تمام و ناقص اجرا شده و با عبور اولین قطار از روی آن بسیاری از ریل‌ها در هم شکسته‌اند. از آن زمان تا شهریورماه سال ۱۳۹۰ خورشیدی، به علت آماده نبودن ایستگاه راه‌آهن شیراز برای سوار و پیاده کردن مسافران از ایستگاه موقتی در شهر جدید صدرا استفاده می‌شد. ایستگاه راه‌آهن شیراز که اکنون یکی از بهترین ایستگاه‌های راه‌آهن کشور محسوب می‌شود در مهرماه سال ۱۳۹۰ خورشیدی به بهره‌برداری کامل رسید و از آن زمان تمامی قطارها از ایستگاه اصلی حرکت می‌کنند.

## امکانات

### خارج بنا
این بنا در حال حاضر شامل بخش‌های گوناگون است، که از این‌گونه بخش‌ها می‌توان به نیروی انتظامی، مکان‌های پارک ماشین با سایه بان و بدون سایه بان نام برد.
سرویس تاکسی در نزدیکی این بنا واقع شده‌است و به مسافران خدمت‌رسانی می‌کند.
اتوبوس‌های شهری در زمان‌های مشخص روز به این ایستگاه سرویس دهی می‌کنند.

### داخل بنا
در داخل بنا علاوه بر باجهٔ فروش بلیط و محل‌هایی برای نشستن، تجهیزاتی جهت رفاه مسافران تعبیه شده‌است. از این‌گونه فضاهای رفاهی می‌توان به فروشگاه اغذیه و سرویس‌های بهداشتی و همچنین نمازخانه اشاره کرد.

## موقعیت جغرافیایی
از بناهای مجاور این ایستگاه می‌توان به مجتمع خلیج فارس و شهرک گلستان شمالی اشاره کرد. موقعیت این ایستگاه در نقشه مشخص شده‌است.

## مسیرهای خطوط
| ایستگاه قبلی |  | شرکت راه‌آهن جمهوری اسلامی ایران |  | ایستگاه بعدی       |
| ------------ |  | ------------------------------- |  | ------------------ |
| ایستگاه آخر  |  | راه‌آهن ایران                    |  | مرودشتبه سمت مشهد  |
| ایستگاه آخر  |  | راه‌آهن ایران                    |  | مرودشتبه سمت تهران |

هم‌اکنون مسیرهای ریلی شیراز - بوشهر - عسلویه و همچنین شیراز - جهرم - لار - بندرعباس در دست ساخت می‌باشد.

## ریل باس
به زودی قرار است تا با راه اندازی خط سریع السیرریل باس شیراز-لپوئی وبالعکس جهت تسریع در سفرهای ساکنان مسکن مهر شیرازشهرک مهرامام رضا فراهم گردد.

### مزایای ریل‌باس
ریل‌باس‌ها بدون نیاز به لکوموتیو و به صورت خود کشش بوده و با سازمان چهار واگن ۳۳۶ نفره و حداکثر سرعت ۱۲۰ کیلومتر بر ساعت برای مسیرهای کوتاه و حومه‌ای کلان‌شهرهای ایران استفاده می‌شود.